# Aeonium wildpretii
Aeonium wildpretii är en fetbladsväxtart som beskrevs av A. Bañares Baudet. Aeonium wildpretii ingår i släktet Aeonium och familjen fetbladsväxter. Inga underarter finns listade i Catalogue of Life.